# Polícia Federal (Áustria)
A Polícia Federal (alemão: Bundespolizei) é o órgão policial civil responsável pela segurança pública na Áustria. É comandada pelo Ministro Federal do Interior e atua em todos os 9 estados austríacos.
O Ministro do Interior possui delegados, seus representantes, nos nove comandos estaduais de polícia.  Subordinadas aos comandos estaduais existem as direções metropolitanas nas cidades, dirigidas, cada uma, por seu respectivos dirigentes ou comandantes. A elas estão imediatamente subordinadas as delegacias de polícia espalhadas pelo país.
Os 9 comandos estaduais de polícia correspondem aos estados austríacos:
- Burgenland
- Caríntia
- Baixa Áustria (Niederösterreich)
- Alta Áustria (Oberösterreich)
- Salzburgo (Salzburg)
- Estíria (Steiermark)
- Tirol
- Vorarlberg
- Viena (Wien)

## Transportes

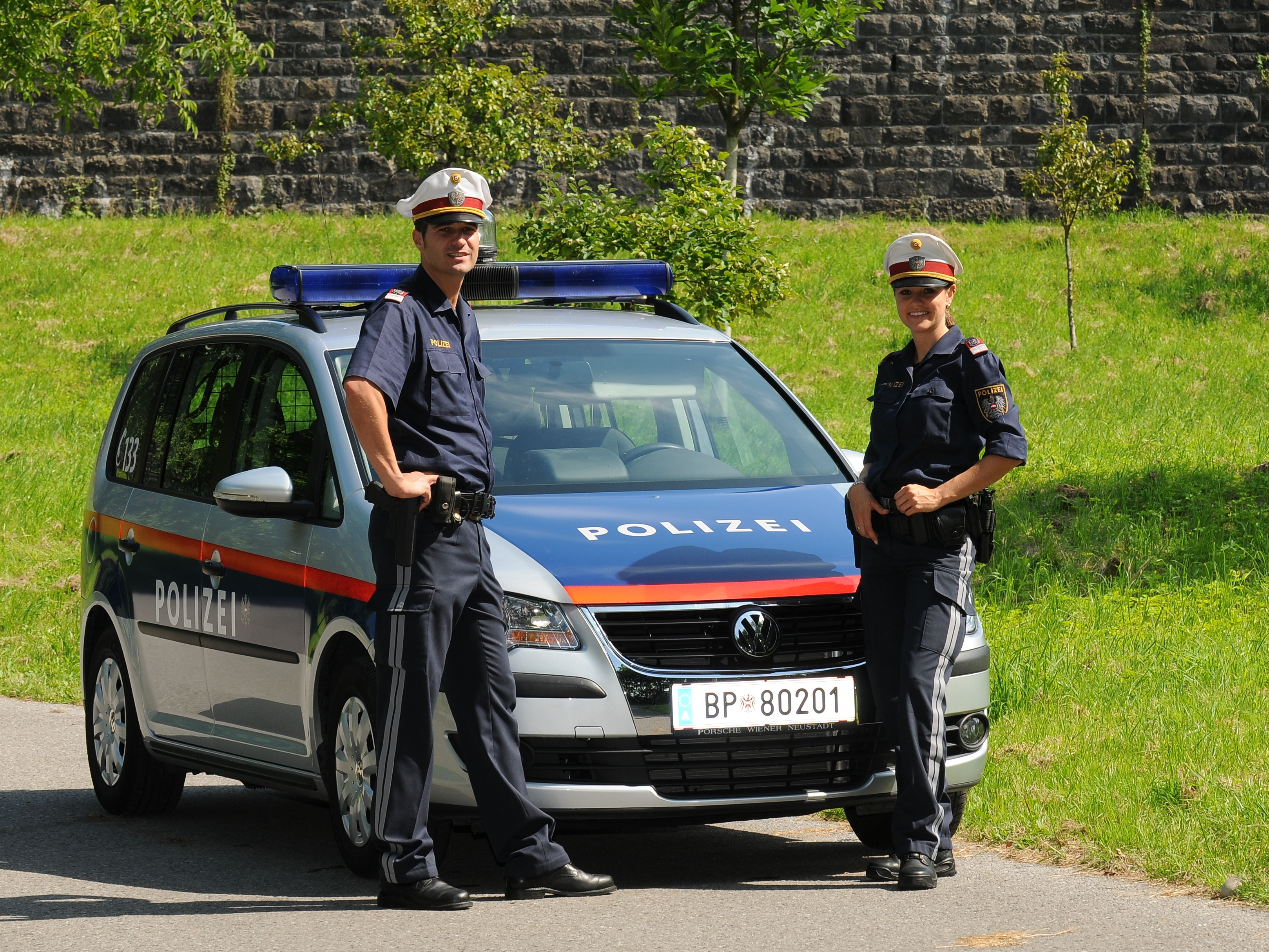
Uma viatura policial e respectiva guarnição

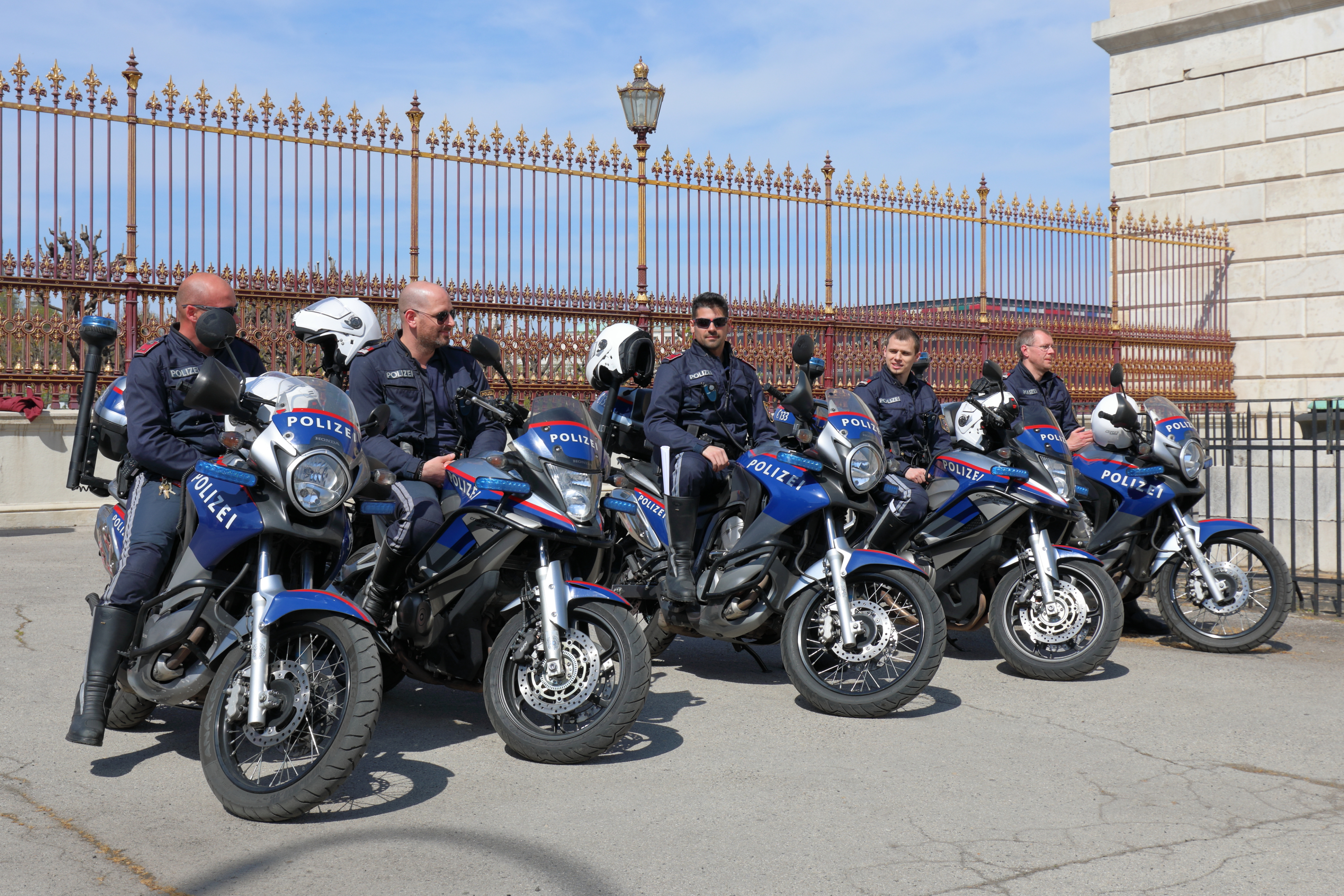
Motocicleta da polícia austríaca

É grande a diversidade da frota policial austríaca e inclui os seguintes veículos:
- Audi A3
- Audi A4
- Audi A6
- Volkswagen Sharan
- Volkswagen Touran
- Volkswagen Golf Estate
- Volkswagen Multivan
- Volkswagen Eurovan
- Ford Transit
- Ford Mondeo
- Škoda Octavia
- Nissan Pathfinder
- Mercedes-Benz O303
- Smart (automobile)
- BMW R 1200 RT (Motor Bikes)

Aeronaves.
O apoio policial aéreo é assegurado por uma numerosa variedade de modernos helicópteros:
- 5 Ecureuil AS 350 B1
- 2 Ecureuil AS 355 F2
- 2 Ecureuil AS 355 N
- 8 Eurocopter EC 135